# Chihuahua (staat)
Chihuahua (Tarahumara: Chiwawa) is een staat in het noorden van Mexico. Met een oppervlakte van 244.938 km² is het de grootste staat van Mexico. De staat grenst aan Sonora en Sinaloa in het westen, aan Durango in het zuiden en aan Coahuila in het oosten. Ten noorden grenst de staat aan de Verenigde Staten, een deel van die grens wordt gevormd door de Río Bravo. De hoofdstad van Chihuahua is Chihuahua (stad). Andere steden zijn Ciudad Juárez, de grootste stad van Chihuahua, Ojinaga en Parral. De staat heeft 3,2 miljoen inwoners.

## Geografie
Het grootste deel van de staat wordt ingenomen door een hoogvlakte, hier en daar onderbroken door bergruggen of meren. Hoewel de staat grotendeels woestijnachtig is (o.a. Chihuahuawoestijn, Bolsón de Mapimi) is het ook de staat met de grootste oppervlakte aan bos van Mexico. In het westen van Chihuahua bevindt zich de spectaculaire Koperkloof, een canyongebied dat de grootste toeristenattractie van de staat is. Het noorden van de staat wordt begrensd door de Río Bravo, ook wel bekend als de Rio Grande. Een andere belangrijke rivier is de Conchos, die bij Ojinaga in de Rio Bravo uitmondt.

## Bevolking
De meeste inwoners van Chihuahua zijn mestiezen, maar het is ook de staat met het grootste percentage blanken (35%) van Mexico. De belangrijkste indianengroepen zijn de Tarahumara en de Tepehuanen. Verder leven er relatief grote gemeenschappen mormonen en mennonieten, die nog een Laagduits dialect spreken. Belangrijke inkomstenbronnen zijn de tuinbouw, veeteelt, mijnbouw (goud, zilver, lood, zink), cement en keramiek. Langs de grens met de Verenigde Staten bevinden zich ook veel montagefabrieken, de zgn. maquiladoras.
Inwoners van Chihuahua worden in het Spaans Chihuahuenses genoemd.

## Geschiedenis
Van 1150 tot 1500 bloeide in Chihuahua de cultuur van Paquime, waarvan Casas Grandes de belangrijkste archeologische vindplaats is. De eerste Europeaan die door het gebied trok was Álvar Núñez Cabeza de Vaca maar het zou nog tot ongeveer 1600 duren alvorens kolonisten in het gebied doordrongen. In 1598 nam Juan de Oñate het gebied officieel voor Spanje in bezit en stichtte de stad Paso del Norte, het latere Ciudad Juárez. In 1641 werd het gebied weer grotendeels door de Spanjaarden verlaten na een opstand van de Tarahumara. Later werd het gebied weer onder Spaanse controle gebracht maar het zou nog lang rumoerig blijven.
In de koloniale tijd was Chihuahua ingedeeld bij de provincie Nieuw-Biskaje dat in 1824, na de onafhankelijkheid van Mexico werd opgedeeld in Chihuahua en Durango. In de negentiende eeuw werd Chihuahua nog steeds geteisterd door indiaanse opstanden (voornamelijk van de Apachen) en verloor de staat bovendien een deel van zijn grondgebied aan de Verenigde Staten bij het Verdrag van Guadalupe Hidalgo in 1848 en de Gadsdenaankoop in 1853. Tijdens de Franse interventie in Mexico was de republikeinse regering van Benito Juárez naar Chihuahua gevlucht van waaruit ze de Fransen wisten terug te dringen.

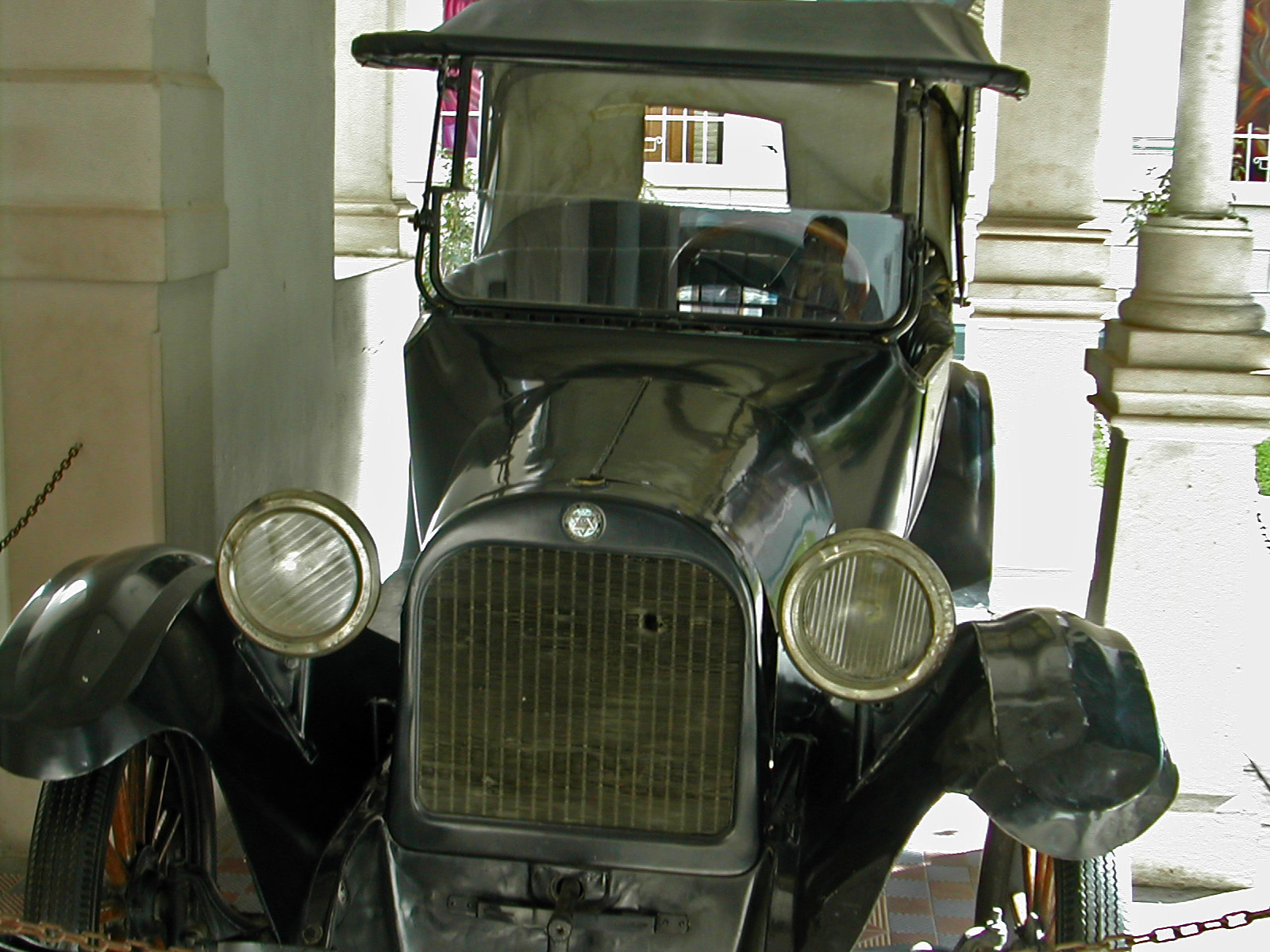
De auto waarin Villa werd vermoord

Gedurende het Porfiriaat werd Chihuahua bestuurd door gouverneur Luis Terrazas. Terrazas' familie werd niet alleen invloedrijk in de lokale politiek, maar ook in de nationale. Nog steeds bekleden zijn nakomelingen tal van belangrijke functies. Onder zijn bewind ontwikkelden zich enorme haciënda's, die dikwijls in buitenlandse handen waren. Het grootste deel van het land kwam in handen van een kleine elite (Terrazas bijvoorbeeld had een landgoed van 20.000 km²), terwijl het gros van de bevolking in armoede leefde en werd onderdrukt door de rurales.
Het is dan ook niet verwonderlijk dat Mexicaanse Revolutie zeer veel aanhang kende in Chihuahua. De staat Chihuahua was het toneel van talrijke gevechten en vormde de thuisbasis van de legendarische strijder Pancho Villa. Door de nabijheid van de Verenigde Staten komt Chihuahua sterk overeen met het beeld dat vele buitenlanders van Mexico hebben: nobele bandieten op paarden, cactussen en woestijnen.
Aan het begin van de 21e eeuw kwam Chihuahua vooral in het nieuws vanwege het extreme drugsgeweld dat de staat teisterde. Een derde van de drugsgerelateerde moorden in Mexico vond plaats in Chihuahua, en Ciudad Juárez gold als moordhoofdstad van de wereld.

## Cultuur
Chihuahua is een van de meest karakteristieke Mexicaanse staten. Het landschap en het revolutionaire verleden zijn typisch voor het beeld dat van Mexico bestaat in de rest van de wereld. Chihuahua heeft ook een bijzonder gewelddadige kant, met als beruchtste uitwas de moorden in Ciudad Juárez, terwijl ook drugshandel de nodige onrust heeft veroorzaakt. Dit kan misschien worden verklaard door het feit dat Chihuahua een demografisch bijzonder instabiele staat is. Driekwart van de bevolking woont minder dan twee generaties in de staat en voor velen dient het dan ook als een springplank voor emigratie naar de Verenigde Staten.

## Gemeenten
Chihuahua bestaat uit 67 gemeenten, zie Lijst van gemeenten van Chihuahua.